# Boddy Pandour
Bobby Pandour, nascido como Władysław Kucharczyk em 1876 na Polônia foi um pioneiro do fisiculturismo .

## Vida
Władysław e seu irmão Ludwik eram campeões de ginástica. Eles decidiram tentar a sorte no exterior. Durante suas viagens pela Europa, os irmãos conheceram Ludwig Durlacher, um promotor, treinador e entusiasta de esportes de força. Ele aconselhou Władysław a usar um pseudônimo e o ajudou a seguir uma carreira internacional.
Sua vantagem era seu físico musculoso e estético. Graças a isso, era frequentemente contratado como modelo por pintores, escultores e fotógrafos. A vantagem de Bobby Pandour era sua semelhança com Eugene Sandow. Nem todos tinham condições de contratar um fisiculturista cada vez mais requisitado e que estava no auge da fama, então Pandour era frequentemente contratado em seu lugar.

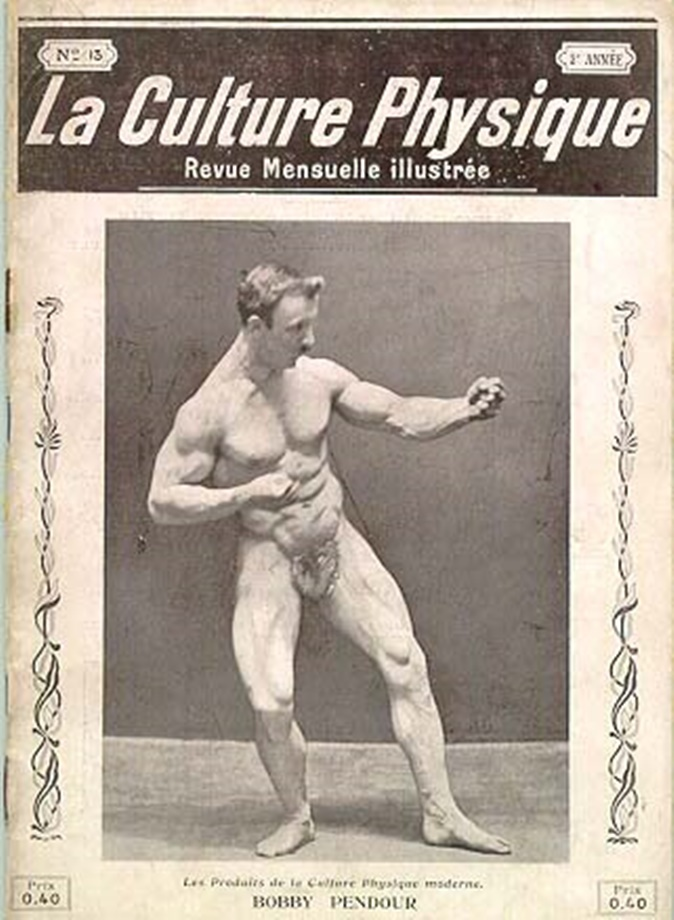
La culture physique (1905)

Suas fotos apareceram em revistas populares de atletas fortes, como "Health & Strength" e "La Coulture Physique". Ele e o irmão realizavam regularmente apresentações de ginástica. Sua especialidade eram as "pirâmides", ou acrobacias em uma barra. Eles excursionaram pelos Estados Unidos em 1907, até o malfadado show de 1915 em Cincinnati, onde Bobby sofreu uma lesão grave. Após esse incidente, ele decidiu encerrar sua carreira nos palcos. Nunca mais recuperou sua força total.
Bobby conheceu a esposa nos Estados Unidos. Fixou residência em Nova York, onde faleceu jovem.

## Método de treinamento

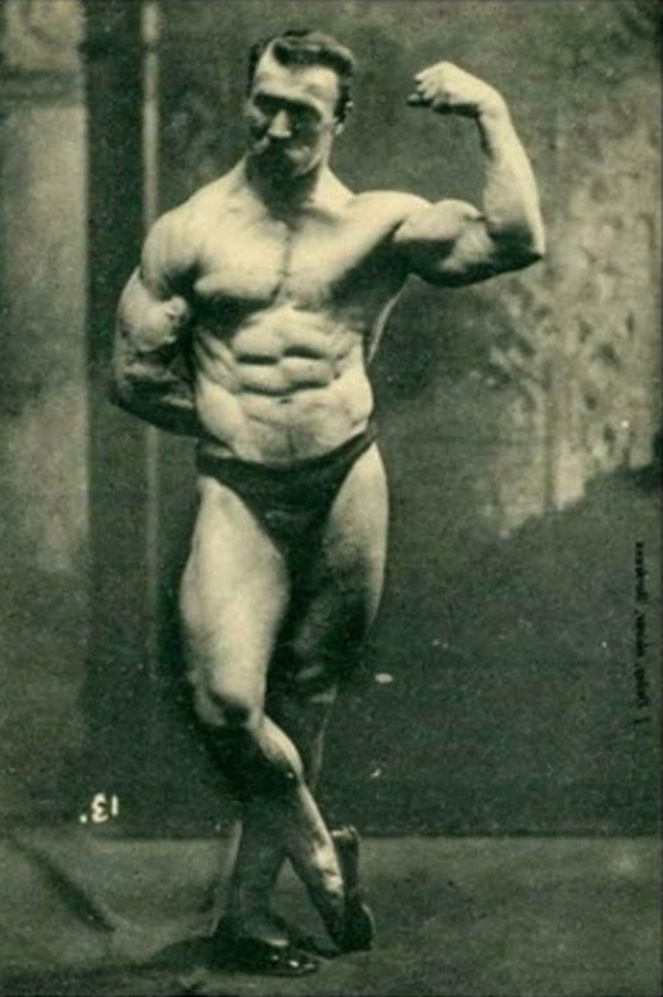

Pandour pesava aproximadamente 72-73 kg e tinha 168 cm de altura. Talvez surpreendentemente, Pandour não usava pesos pesados durante seus treinos. Ele se limitava a pesos de vários quilos e controlava a tensão muscular. O treinamento intensivo de ginástica também era importante para a construção muscular. Ao observar as fotos do fisiculturista, uma característica particularmente marcante são os músculos bem desenvolvidos das pernas, que ele treinava especificamente.